# Stortjärnen (Färila socken, Hälsingland, 685801-147209)
Stortjärnen är en sjö i Ljusdals kommun i Hälsingland och ingår i Ljusnans huvudavrinningsområde. Sjön har en area på 0,0842 kvadratkilometer och ligger 403,1 meter över havet.

## Delavrinningsområde
Stortjärnen ingår i det delavrinningsområde (685862-146979) som SMHI kallar för Mynnar i Dåasån. Medelhöjden är 466 meter över havet och ytan är 15,49 kvadratkilometer. Det finns inga avrinningsområden uppströms utan avrinningsområdet är högsta punkten. Vattendraget som avvattnar avrinningsområdet har biflödesordning 5, vilket innebär att vattnet flödar genom totalt 5 vattendrag innan det når havet efter 196 kilometer. Avrinningsområdet består mestadels av skog (63 procent) och sankmarker (31 procent). Avrinningsområdet har 0,08 kvadratkilometer vattenytor vilket ger det en sjöprocent på 0,5 procent.